# 蔣泰
蔣泰（1447年—？），字道亨，浙江嚴州府建德縣人，民籍，明朝政治人物。

## 生平
浙江鄉試第七十五名舉人，成化十四年（1478年）中式戊戌科會試第一百十七名，二甲第三十四名進士。任陳州知州。

## 家族
曾祖蔣仲良；祖父蔣叔清；父蔣宗瑀。母周氏，继母徐氏。慈侍下。娶何氏。兄厚。弟亮。